# Barbara Jeppe

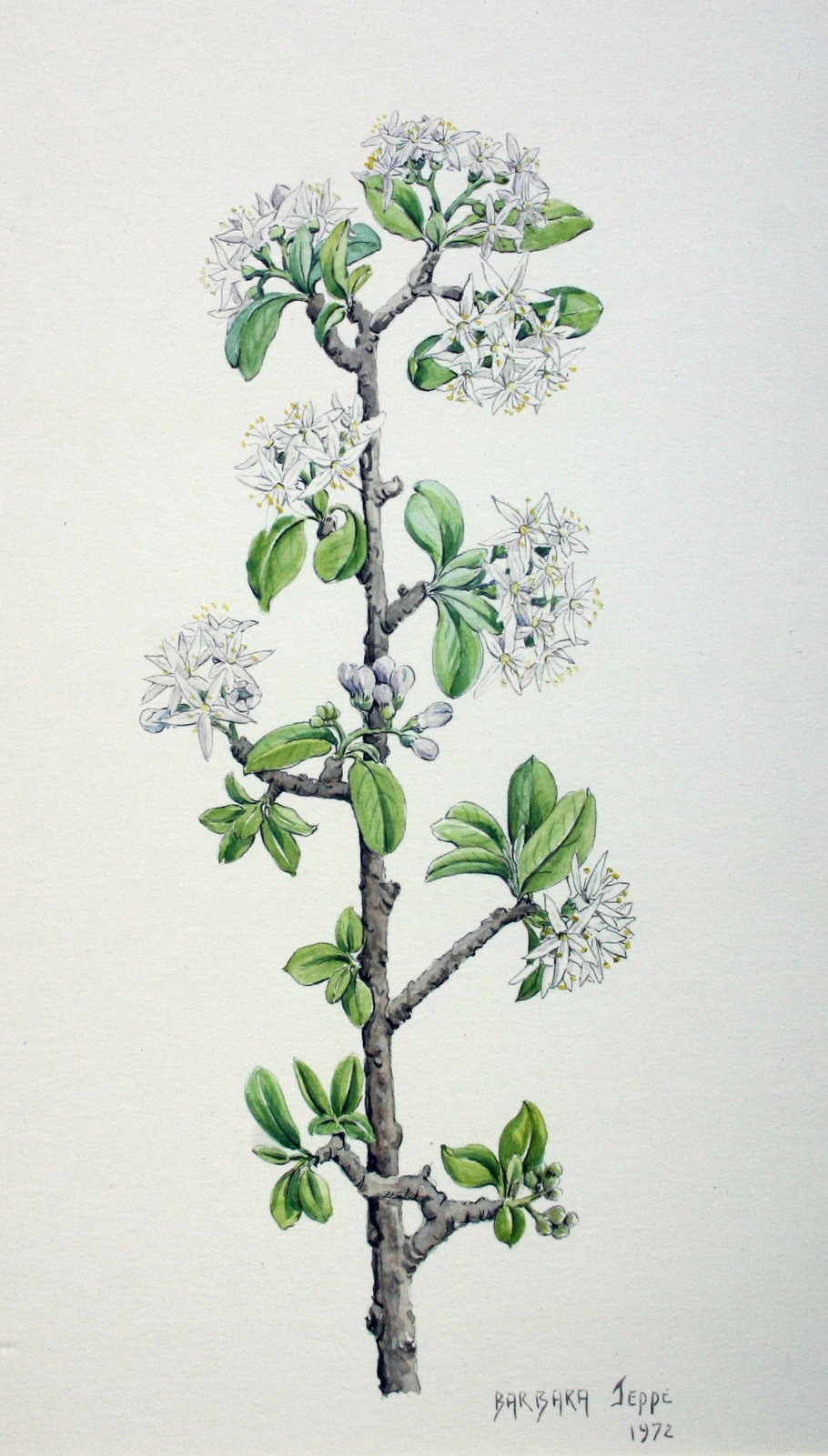
Ehretia rigida

Barbara Jeppe (* 21. Mai 1921 in Pilgrim’s Rest; † 20. Juni 1999 in Johannesburg) war eine südafrikanische Malerin, die hauptsächlich botanische Illustrationen anfertigte.

## Leben
Barbara Jeppe wurde als Tochter von Victor Brereton, einem Landvermesser, und Gladys Evans geboren.
Sie war mit dem Psychiater Carl Louis Jeppe verheiratet. Das Paar hatte gemeinsam vier Kinder, Leigh, Marie, Carl und David. Ihre erste Illustration machte sie im Buch Trees and Shrubs of the Witwatersrand (Witwatersrand University Press) im Bereich der botanischen Kunst.
Sie verbrachte in einem Zeitraum von drei Jahren insgesamt ein Jahr am Kap der guten Hoffnung, wo sie Illustrationen und Texte für ihr Buch über Blumenzwiebeln am Kap erstellte. Diese Leidenschaft für Blumenzwiebeln resultierte in der Publikation von Spring and Winter Flowering Bulbs of the Western Cape (Oxford University Press). Ihre maßgebliche Arbeit an den Amaryllidaceae in Kollaboration mit Piet Vorster bleibt bislang unveröffentlicht und wird von ihrer Tochter, Leigh Voigt, fertiggestellt.
Neben ihren botanischen Illustrationen malte Barbara Jeppe mit Vorliebe Schmetterlinge für Freunde und Familie. Gelegentlich malte sie auch Landschaften.
Sie erhielt im Jahre 1990 die Cythna Letty-Goldmedaille von der Botanical Society of South Africa für ihren Beitrag zu botanischen Illustrationen in Südafrika und eine weitere Auszeichnung von der South African Nurserymen’s Association. Die Transvaal Horticultural Society verlieh ihr die Silbermedaille im Jahre 1991.
Sie starb im Alter von 78 Jahren in Johannesburg an Komplikationen einer Lungenentzündung.

## Illustrierte Bücher
- Trees and Shrubs of the Witwatersrand. 3. Auflage. Witwatersrand University Press, Johannesburg 1974, ISBN 0-85494-236-X.
- South African Aloes. Purnell, Kapstadt / London 1974, ISBN 0-360-00018-5.
- Natal Wild Flowers. Purnell, Kapstadt 1975, ISBN 0-360-00203-X.
- Effective Weed Control in Maize and Grain Shorghum. Ciba-Geigy, 1975.
- Namaqualand. Purnell, 1976.
- Lynette Davidson: Acacias, a Field Guide to the Identification of the Species of Southern Africa. 1. Auflage. Centaur, Johannesburg 1981, ISBN 0-620-05609-6.
- South Africa is My Garden. Delta Books, Craighall 1984, ISBN 0-908387-48-2.
- Cynthia Giddy: Cycads of South Africa. Struik, 1984, ISBN 0-86977-195-7.
- Weeds of Crops and Gardens in Southern Africa. Ciba-Geigy, 1985.
- Graham Duncan: Spring and Winter Flowering Bulbs of the Cape. Oxford University Press, Cape Town, 1989.
- Irises. Umdaus Press, Hatfield 1999, ISBN 1-919766-11-1.